# Scorțoasa, Buzău
Scorțoasa este satul de reședință al comunei cu același nume din județul Buzău, Muntenia, România.